# 共立 (照明)
株式会社共立（きょうりつ、英: KYORITZ, INC.）は、東京都渋谷区代々木に本社を置く、舞台・スタジオ・文化施設の技術運営（照明・音響等）を主として営業している企業。

## 沿革
- 1959年 - 創業。
- 1968年 - 大阪出張所を開設。
- 1970年 - 本社を東京都新宿区から東京都渋谷区に移転

## 所在地
- 本社（東京都渋谷区）
- ロジクロス厚木テクニカルセンター（神奈川県厚木市）

## 共立グループ法人
- 株式会社北海道共立
- 株式会社東北共立
- 株式会社千葉共立
- 株式会社神奈川共立
- 株式会社北陸共立
- 株式会社名古屋共立
- 株式会社大阪共立
- 株式会社九州共立
- 株式会社共立映像
- 株式会社共立ライティング
- 株式会社共立ファシリティ・マネージメント